# Softaj
Softaj (albanska: Softaj, serbiska: Softović) är en by i Kosovo. Den ligger i kommunen Ferizaj. Enligt den senaste folkräkningen år 2011 fanns det 496 invånare.

## Demografi
| Demografi   | 2011 |
| ----------- | ---- |
| albaner     | 490  |
| serber      | 3    |
| bosnier     | 2    |
| odeklarerad | 1    |